# Mustafa Balel
Mustafa Balel (Sivas, 1945. szeptember 1. –) török író és műfordító.

## Művei

### Regények
- Peygamber Çiçeği (Le bleuet, 1981; 2005)
- Asmalı Pencere (La fenêtre à la vigne, 1983; 2011)
- پنجره‌ای به شاخسار تاک (Window With the Grapevine, roman in Persian, Peydayesh Publishing, Tehran, 2017)
- Bizim Sinemamız Var ! (Mais voyons, nous avons le cinéma !, 1979; 2010)
- جامه‌های سفیر (Costumes of the consul, roman in Persian, Hamshahri Collection, Tehran, 2015)
- Cumartesiye Çok Var mı? (Samedi, c'est loin ?, 1982; 2011)
- Nöbetçi Ayakkabıcı Dükkanı (Boutique de chaussures de garde, 2005)
- Kurtboğan (Le rocher dit Engorge - Loup, 1974)
- Kiraz Küpeler (Les boucles d'oreilles de cerises, 1978; 2010)
- Gurbet Kaçtı Gözüme (l'Exil dans mes yeux, 1982)
- Turuncu Eleni (Eleni l'Orange, 1992)
- Karanfilli Ahmet Güzellemesi (Eloge pour Ahmet à l'oeillet, 2005)
- Etiyopya Kralının Gözleri (Les yeux du roi d'Éthiopie, 2011)
- Dedemin Bakır Koltukları (Fauteuil en cuivre du grand-père, 2011)
- Havlamayı Unutan Köpek (Le chien qui oublie aboyer, destiné aux jeunes, 2012)

### Útleírások
- Bükreş Günleri (Les jours de Bucarest, 1985)
- Istanbul Mektupları / Avrupa Yakası (Lettres d’Istanbul / Côte européenne'', 2009)